# Le previsioni del tempo
Le previsioni del tempo è un saggio di divulgazione scientifica scritto da Antonio Navarra, ricercatore del CNR, in cui tratta di simulazione numerica della circolazione atmosferica e di fattibilità di previsioni stagionali. Il saggio approfondisce la grande impresa culturale e scientifica che da molti decenni muove i fili delle previsioni del tempo diffuse nei programmi televisivi.

## Descrizione
Navarra descrive le variabili fondamentali dell'atmosfera terrestre, le equazioni differenziali con una parte spaziale ed una temporale (equazione differenziale alle derivate parziali) che spiegano i fenomeni fisici in questione attraverso leggi fisiche, la griglia di punti entro la quale viene suddivisa l'atmosfera, i modelli matematici numerici di simulazione, i fenomeni diabatici e adiabatici, il trattamento dell'acqua, i moti e la temperatura, ecc.
Navarra spiega che per realizzare previsioni del tempo bisogna disporre di un numero grandissimo di informazioni e di dati, sia locali sia globali, e quindi anche strumenti tecnologici sempre più potenti; inoltre è importante disporre di un modello statistico-storico che consenta di sopperire ai limiti del modello matematico.

## Edizioni
- Antonio Navarra, Le previsioni del tempo, Il Saggiatore, 1996,  pp. 123, cap. 10.